# Merredin
Merredin är en ort i Australien. Den ligger i kommunen Merredin och delstaten Western Australia, omkring 230 kilometer öster om delstatshuvudstaden Perth. Antalet invånare är 2 668.
Trakten runt Merredin är nära nog obefolkad, med mindre än två invånare per kvadratkilometer.. Merredin är det största samhället i trakten. 
Trakten runt Merredin består till största delen av jordbruksmark. Genomsnittlig årsnederbörd är 422 millimeter. Den regnigaste månaden är juli, med i genomsnitt 55 mm nederbörd, och den torraste är februari, med 12 mm nederbörd.